# الدوري السويدي الدرجة الأولى 1994
الدوري السويدي الدرجة الأولى 1994 (بالسويدية: Division 1 i fotboll 1994)‏ هو موسم من الدوري السويدي الدرجة الأولى. فاز فيه نادي يورغوردينس.